# Lydia Chepkurui
Lydia Tum Chepkurui (née le 23 août 1984) est une athlète kényane spécialiste du 3 000 m steeple, vice-championne du monde en 2013.

## Biographie
Elle se spécialise dans l'épreuve du 3 000 m steeple en 2011, à l'âge de 27 ans, après avoir notamment pratiqué l'heptathlon. Dès cette année, elle porte son record personnel à 9 min 30 s 73, et termine au pied du podium des Jeux africains de 2011, à Maputo, au Mozambique.
Sixième des sélections olympiques kényanes 2012, elle se distingue lors du circuit international de la ligue de diamant en terminant troisième du Shanghai Golden Grand Prix, deuxième du Meeting Areva à Saint-Denis, et quatrième du Weltklasse Zurich et du DN Galan de Stockholm où elle établit un nouveau record personnel en 9 min 14 s 98.
La Kényane remporte les deux premières épreuves de la Ligue de diamant 2013 : le meeting de Doha en portant son record à 9 min 13 s 75, et l'Adidas Grand Prix de New York dans le temps de 9 min 30 s 82.

## Palmarès
| Date | Compétition           | Lieu             | Rang | Temps         |
| ---- | --------------------- | ---------------- | ---- | ------------- |
| 2013 | Championnats du monde | Moscou           | 2e   | 9 min 12 s 55 |
| 2015 | Ligue de diamant      | Ligue de diamant | 7e   | détails       |